# Stratiomys nymphis
Stratiomys nymphis är en tvåvingeart som beskrevs av Walker 1849. Stratiomys nymphis ingår i släktet Stratiomys och familjen vapenflugor. Inga underarter finns listade i Catalogue of Life.